# Філ Бебб
Філ Бебб (англ. Phil Babb, нар. 30 листопада 1970, Ламбет) — ірландський футболіст, захисник.
Насамперед відомий виступами за клуб «Ліверпуль», а також національну збірну Ірландії.
Володар Кубка англійської ліги. Чемпіон Португалії. Володар Кубка Португалії.

## Клубна кар'єра
Вихованець юнацьких команд футбольних клубів «Ньюкасл Юнайтед» та «Міллволл».
У дорослому футболі дебютував 1990 року виступами за команду клубу «Бредфорд Сіті», в якій провів два сезони, взявши участь у 80 матчах чемпіонату.
Протягом 1992—1994 років захищав кольори команди клубу «Ковентрі Сіті».
Своєю грою за останню команду привернув увагу представників тренерського штабу клубу «Ліверпуль», до складу якого приєднався 1994 року. Відіграв за мерсісайдців наступні п'ять сезонів своєї ігрової кар'єри. Більшість часу, проведеного у складі «Ліверпуля», був основним гравцем захисту команди.
Згодом з 1999 по 2002 рік грав у складі команд клубів «Транмер Роверз» та «Спортінг». Протягом цих років виборов титул чемпіона Португалії.
Завершив професійну ігрову кар'єру у клубі «Сандерленд», за команду якого виступав протягом 2002—2004 років.

## Виступи за збірну
1994 року дебютував в офіційних матчах у складі національної збірної Ірландії. Протягом кар'єри у національній команді, яка тривала 9 років, провів у формі головної команди країни 35 матчів.
У складі збірної був учасником чемпіонату світу 1994 року у США.

## Титули і досягнення
- Володар Кубка Футбольної ліги (1):

«Ліверпуль»: 1994-95
- Чемпіон Португалії (1):

«Спортінг»: 2001-02
- Володар Кубка Португалії (1):

«Спортінг»: 2001-02
- Володар Суперкубка Португалії (1):

«Спортінг»: 2000